# Bulbophyllum reichenbachii
Bulbophyllum reichenbachii är en orkidéart som först beskrevs av Carl Ernst Otto Kuntze, och fick sitt nu gällande namn av Rudolf Schlechter. Bulbophyllum reichenbachii ingår i släktet Bulbophyllum och familjen orkidéer.
Artens utbredningsområde är Burma. Inga underarter finns listade i Catalogue of Life.